# Power Macintosh 7600
A Power Macintosh 7600 számítógépet az Apple gyártotta és forgalmazta 1996. április 22. és 1997. július 1. között. A Power Macintosh 7600 a Power Macintosh számítógép-családba tartozott. A Power Macintosht szokás Power Mac-ként vagy PM-ként említeni szóban és írásban, az Apple hivatalosan az első G4-es Power Macnél használta a Power Mac megnevezést.
A gép hardvere megegyezett elődje – Power Macintosh 7500 – felépítésével, de PowerPC 604 processzorral rendelkezett. Három modell volt elérhető 120 MHz-es, 132 MHz-es és 200 MHz-es processzorokkal. A 7500-hoz hasonlóan fejlett audio-videó portokat tartalmaz, beleértve az RCA audio be- és kimenetet, az S-Video bemenetet, a kompozit videó bemenetet és a szabványos Apple videoportokat. A 7600 is a PM 7500-zal bemutatott "Outrigger" házat használata.

## Power Macintosh 7600 modellek
- 1996. április 22. Power Macintosh 7600/120
- 1996. augusztus 3. Power Macintosh 7600/132
- 1997. február 2. Power Macintosh 7600/200

## A Power Macintosh 7600 technikai leírása
A fekvő házas gép súlya 10 kg, magassága 156 mm, szélessége 366 mm és mélysége 429 mm volt. A számítógépet 120 MHz-es PowerPC 604 processzor vezérelte (L1 cache: 32kB, L2 cache: 256k), a rendszerbusz 40 MHz-en működött. Az adatokat a 1,2 GB SCSI belső merevlemezre lehetett elmenteni. Külső adattárolási lehetőséget az 1,44 MB kapacitású hajlékonylemez meghajtó és 4-szeres CD-ROM-ot kínált. A gépet System 7.5.3 operációs rendszerrel szállították. A nyolc memóriahelyre az alapkonfigurációban 16 MiB (70 ns-os) memóriát ültettek, maximálisan 1,0 GiB memória kezelésére volt képes a gép, a gyári specifikáció szerint. A számítógépnek nem volt saját kijelzője. A videó-kimeneten át 832×624 képpont felbontású jelet adott ki. A kép megjelenítést 2 MiB (maximum: 4 MiB) videómemória támogatta. A gép két hálózati portot – AAUI és 10Base-T – kínált Ethernet csatlakozáshoz, és nem volt beépített modeme. A gépnek a következő csatlakozói voltak: egy ADB, egy DB-25 SCSI-hoz, két Geoport, egy S-video bemenet, és egy mikrofon (Plain Talk). A gép bővíthetőségét szolgálta egy LC PDS (Processor Direct Slot, speciálisan az LC modellekben) bővítőhely. Külső SCSI eszköz (merevlemez) csatlakoztatására is volt lehetőség.

#### Technikai adatok táblázatban
A táblázat nem tartalmazza az összes műszaki paramétert. Az egyes modelleknél a bemutatáskor érvényes adatokat soroljuk fel, a későbbi frissítéseket nem. Az adatok az Apple adatlapjáról származnak, a hiányzó adatok – egyes gépeknél a kivezetés időpontja, az összes kijelző adat, üzemóra adat... – az Everymac.com oldalról és a Mactracker alkalmazásból valók.
| Gép nevebemutatva kivezetveoperációs rendszer    | Méretmagasság szélesség mélység súly | Processzorprocesszor @órajel L1 és L2 cacherendszerbusz | Memóriaalap max. @sebességhely, típus            | Háttértármerevlemezkülső adathordozó | Kijelzőmérete felbontása (képpont)           | Grafikavideókártyamemória (max.) VRAM típus | Csatlakozók, bővíthetőségEthernetmodembelső bővítőhelyegyéb |
| ------------------------------------------------ | ------------------------------------ | ------------------------------------------------------- | ------------------------------------------------ | ------------------------------------ | -------------------------------------------- | ------------------------------------------- | ----------------------------------------------------------- |
| PM 76001996. ápr. 22. 1997. júli. 1.System 7.5.3 | 156x366x429 mm 10 kg fekvő házas     | PowerPC 604 @120 MHz L1: 32kB L2:256kBusz: @40 MHz      | 16 MB max: 1.0 GB @70 nsnyolc hely, 168-pin DIMM | 1.2 GB (SCSI)4x CD-ROM               | nincs kijelző.Videókimenet: 832x624 képpont. | nincs2 MB / 4 MB 1 MB VRAM DIMM             | Ethernet: AAUI és 10Base-T–három PCI                        |

## Power Macintosh számítógépek az időben
| A Power Macintosh számítógépek idővonalon |
| --- |
| |
| A színek kezdete a bemutató időpontja, a forgalmazás több esetben is hónapokkal később kezdődött. Megeshet, hogy egy csík végét kitakarja egy másik csík eleje. Előfordul, hogy a gyártás befejezését követően még egy ideig forgalomban marad a gép adott verziója. A 6100/66 géppel kezdődő sorok az asztali, fekvő Power Macintoshok, a 8100/80 géppel kezdődő sorok az álló Power Macintosok, a kis álló házat szürke csík jelöli. Az 5200/75 LC géppel kezdődő sorok a kijelzővel egybeépített Power Macintoshok. Az Apple adatlapokon nem szereplő adatok forrása az EveryMac. |

## Fordítás
Ez a szócikk részben vagy egészben  a   Power Macintosh 7600 című angol Wikipédia-szócikk ezen változatának fordításán alapul.  Az eredeti cikk szerkesztőit annak laptörténete sorolja fel. Ez a jelzés csupán a megfogalmazás eredetét és a szerzői jogokat jelzi, nem szolgál a cikkben szereplő információk forrásmegjelöléseként.